# Attila Zsivoczky
Attila Zsivoczky, född den 29 april 1977 i Budapest, är en ungersk friidrottare som tävlar i mångkamp. 
Zsivoczky började som höjdhoppare och blev fyra vid junior-VM 1994. Två år senare blev han juniormästare i tiokamp. 1998 lyckades han för första gången komma över 8000 poäng i tiokamp. Zsivoczky har varit med i treolympiska spel men som bäst blivit sexa vilket han blev vid OS 2004 i Aten. Hans första mästerskapsmedalj kom vid VM i Helsingfors 2005 då han tog brons. Året efter vid EM i Göteborg blev han silvermedaljör efter tjecken Roman Šebrle. Han deltog även vid VM i Osaka där han slutade tolva. Vid Olympiska sommarspelen 2008 avbröt han tävlingarna efter att inte fått något godkänt resultat i längdhoppet. 
Hans personliga rekord är på 8 554 poäng från en tävling år 2000.